# São Sebastião (Alagoas)
São Sebastião is een gemeente in de Braziliaanse deelstaat Alagoas. De gemeente telt 32.181 inwoners (schatting 2009).

## Aangrenzende gemeenten
De gemeente grenst aan Arapiraca, Feira Grande, Porto Real do Colégio, Igreja Nova, Penedo, Coruripe en Junqueiro.

## Verkeer en vervoer
De plaats ligt aan de noord-zuidlopende weg BR-101 tussen Touros en São José do Norte. Daarnaast ligt ze aan de wegen AL-110 en AL-485.